# Christian Ntshangase
Christian Myekeni Ntshangase (Protectorado de Suazilandia, 21 de enero de 1961-Sudáfrica, 16 de enero de 2021) fue un político suazi, que se desempeñó como Ministro de Servicios Públicos de ese país. 

## Biografía
Nació el 21 de enero de 1961. Hijo de Pigiseni Ntshangase y Sara Lameni, realizó sus estudios primarios y secundarios en su ciudad natal, concluyéndolos en 1980.
Estudió en el William Pitcher College y obtuvo su certificado de Profesor en 1984. Así mismo, también realizó estudios en la Swaziland Bible Training Institute, donde obtuvo un diplomado en estudios bíblicos, en la Royal Ireland Institute of Business Technology, donde obtuvo un diplomado en negocios, y en la Leeds Metropolitan University, donde obtuvo una maestría en negocios y liderazgo. Cuando falleció cursaba un doctorado en Relaciones Internacionales en la Atlantic International University.
Comenzó su vida laboral como profesor de secundaria del Ministerio de Educación de Suazilandia. Posteriormente fue jefe de ventas de la compañía McNamee's Group, Director Ejecutivo de la Macmillan Boleswa Publishers para el sur de África y Presidente Ejecutivo de Muhuma Investments y de Emindora Amiritora de Mozambique.
También se desempeñó como Miembro del Parlamento de ese país, habiendo sido elegido en septiembre de 2018. Fue partidario de la soberanía marroquí sobre el Sahara Occidental.
En noviembre de 2018 fue nombrado como Ministro de Servicios Públicos. 
Falleció en la noche del 16 de enero de 2021, por complicaciones derivadas del COVID-19, si bien esta enfermedad no fue la causa directa de su muerte. Estaba siendo tratado en un hospital de Lubombo, junto con el también fallecido Ministro de Trabajo, Makhosi Vilakati. Al igual que Vilakati, también recibió tratamiento especializado en Sudáfrica antes de morir.
Fue enterrado en Mkhwakhweni el 23 de enero de 2021, en un funeral de Estado liderado por el rey Mswati III.